# Avi Pazner
Avi Pazner est né le 9 juin 1937 à Dantzig, est ancien Ambassadeur d'Israël en Italie et en France, et ancien Président Mondial du Keren Hayessod.

## Biographie
En juin 1939 ses parents Regina (Gini, née Erlanger) et le Dr. Chaim Pozner se réfugient en Suisse avec lui. Son père deviendra le représentant de l'Agence Juive en Europe pendant la deuxième guerre mondiale durant laquelle il sauvera des milliers des juifs pourchassés par les nazis.
Avi Pazner émigre en Israël avec sa famille en 1953. Il fait ses études au Gymnasia Rehavia à Jérusalem et rejoint le corps blindé de Tsahal en 1956.
Après deux ans et demi de service militaire, il poursuit ses études à l'Université Hébraïque de Jérusalem où il reçoit ses degrés en économie et en sciences politiques en 1964.

## Carrière professionnelle
En 1965 Pazner entre au Ministère des Affaires Étrangères. Ses premiers postes diplomatiques comme Premier Secrétaire sont en République Centrafricaine et après cela au Kenya. A son retour en Israël en 1971, il est nommé Porte-Parole adjoint du Ministère des Affaires Étrangères et remplit le rôle de porte-parole de la délégation Israélienne à la conférence de paix de Genève en 1973 après la guerre de Yom Kippour.
En 1974 il est nommé Conseiller à l'Ambassade d'Israël à Washington où il sert aussi durant les négociations de paix entre l'Egypte et Israël au Camp David. A son retour en Israël en 1981, il devient Porte-Parole du Ministère des Affaires Étrangères et Directeur des services de presse. En 1982 et 1983, il sert comme porte-parole de la délégation israélienne aux négociations entre Israël et le Liban.
En 1986, il passe à la Présidence du Conseil où il est nommé Conseiller pour les médias et les affaires publiques du Premier Ministre Yitzhak Shamir et sert dans cette position pendant la première guerre du Golfe. Il est alors choisi par le New York Times comme le meilleur porte-parole de cette guerre.
En 1991 il est nommé Ambassadeur d'Israël en Italie, et durant son service il sera l'architecte de l'établissement des relations diplomatiques entre Israël et le Vatican, qu'il négocie directement en cinq rencontres avec le Pape Jean-Paul II.
Durant sa mission à Rome, Pazner a aussi servi comme ambassadeur non-résident à Malte et en Albanie.
De 1995 à 1998, il sert comme Ambassadeur d'Israël en France et à la fin de sa mission il sera élevé au rang de Commandeur de la Légion d'honneur par le Président Jacques Chirac.
En septembre 1998 Avi Pazner est élu Président Mondial de Keren Hayessod, Appel Unifié pour Israël, position qu'il occupera jusqu'en Octobre 2010. Durant cette période, son organisation mobilise plus de 3 milliards de Dollars pour Israël. Parallèlement, pendant la deuxieme Intifada, de 2000 a 2005, il est Porte-Parole du Gouvernement Israelien. 
De 2010 à 2016, il représente le grand conglomérat nucléaire français AREVA en Israël et en même temps, depuis 2013, il est commentateur diplomatique et politique pour la chaîne d'information i24 News.
Il parle six langues : l'hébreu, le français, l'anglais, l'espagnol, l'italien et l'allemand.

## Œuvres
- Les secrets d'un diplomate, autobiographie, 2005  (ISBN 2-268-05352-0)
- De Paris à Rome, autobiographie en hébreu, 2017, Éditions Contento, Tel Aviv.

## Décorations
- Grand-croix de l'ordre du Mérite de la République italienne
- Commandeur de la Légion d'honneur

## Vie Privée
Pazner est marié à Marta (Marty, née Kemper) de Buenos Aires, Argentine, et a trois enfants et huit petits enfants.